# آندریاس آدو
آندریاس آدو (انگلیسی: Andreas Ado؛ زادهٔ ۱۵ مارس ۱۹۹۷) بازیکن فوتبال اهل اندونزی است که در پست وینگر یا مهاجم برای باشگاه  آدیاکسا در لیگ ۲ اندونزی بازی می‌کند.